# ナミノリ! ジェニー
『ナミノリ！ジェニー』は、毎日放送（MBS）で2016年10月21日から2018年10月19日まで毎月第3金曜日に放送されていた、ジャニーズWESTが同世代に密着するバラエティ番組。また、関西ローカル番組である。

## 概要
毎月第3金曜日にジャニーズWESTが同世代の未知の仕事、研究、日常生活に完全密着する。“ジェニー”とはフランス語で「天才」。そこで、20代以下の天才たちに注目し、「神から贈られた才能」と「全てを費やして没頭する通称・全フリな生き様」を武器に時代の波に乗りまくる若い才能の持ち主にジャニーズWESTのメンバーが密着するバラエティ番組である。メンバー1人がMCを務める。
2017年4月より、新企画「天才が認める神の天才は誰だ？“神ナミノリさん”を探せ！」が始動。ある分野に特化した人達に、メンバーが「あなた以外の天才を選ぶなら？」と質問てして、最も多くの名前を挙げる店や人（神ナミノリさん）を探す企画。この企画は年齢制限はない。
2019年1月25日からは『ジャニーズWESTの激ハネ!BoooooooRN!』が放送されている。

## 出演
ジャニーズWEST
- 重岡大毅 ・桐山照史 ・中間淳太・神山智洋 ・藤井流星 ・濵田崇裕 ・小瀧望

## 番組内容
| 2016年度 | 2016年度                                         | 2016年度                                                  | 2016年度 | 2016年度 |
| 放送回   | 1組目                                            | 2組目                                                     | MC       | 放送日   |
| -------- | ------------------------------------------------ | --------------------------------------------------------- | -------- | -------- |
| 第1回    | 天才女子高生スケーター! - 密着メンバー：重岡大毅 | 現代の魔法使いっぽい人! 落合陽一 - 密着メンバー：桐山照史 | 小瀧望   | 10月21日 |
| 第2回    | 原宿の神様! - 密着メンバー：中間淳太             | 10代女子のﾄﾞﾝ! - 密着メンバー：濵田崇裕                   | 藤井流星 | 11月18日 |
| 第3回    | 世界最速スピンの男! - 密着メンバー：神山智洋     | 北新地のカリスマ! - 密着メンバー：桐山照史                | 重岡大毅 | 12月16日 |

| 2017年度 | 2017年度                                                                 | 2017年度                                                                     | 2017年度 | 2017年度  |
| 放送回   | 1組目                                                                    | 2組目                                                                        | MC       | 放送日    |
| -------- | ------------------------------------------------------------------------ | ---------------------------------------------------------------------------- | -------- | --------- |
| 第4回    | 世界最高峰！超シャイな女子大生ドラマー! - 密着メンバー：小瀧望           | 世界一！マジシャン医大生! 志村祥瑚 - 密着メンバー：藤井流星                  | 中間淳太 | 1月20日   |
| 第5回    | 米国トップのケーキデザイナー! - 密着メンバー：中間淳太                   | 渋谷の発明女王! - 密着メンバー：重岡大毅                                     | 小瀧望   | 2月17日   |
| 第6回    | 美人作家（書道×アート）! - 密着メンバー：桐山照史                        | 世界最高峰ピアニスト! - 密着メンバー：濵田崇裕                               | 重岡大毅 | 3月31日   |
| 第7回    | 神のラーメンを探せ! - 密着メンバー：重岡大毅                             | ドローンに魔法をかけるスーパー高校生! - 密着メンバー：神山智洋               | 桐山照史 | 4月21日   |
| 第8回    | 神の焼肉店を探せ! - 密着メンバー：藤井流星                               | 超絶ヨーヨー世界No.1! - 密着メンバー：小瀧望                                 | 中間淳太 | 5月19日   |
| 第9回    | 神の味ハンバーグを探せ! - 密着メンバー：小瀧望                           | 命がけ新競技! - 密着メンバー：濵田崇裕                                       | 神山智洋 | 6月16日   |
| 第10回   | 神のカレーを探せ! - 密着メンバー：中間淳太                               | 口笛を使ったヒーリング音楽演奏に挑め！ - 全員参加                            | 桐山照史 | 7月21日   |
| 第11回   | 神の餃子を探せ! - 密着メンバー：桐山照史                                 | No.1パフォーマンとコラボPVを撮影せよ！ - 密着メンバー：神山智洋              | 重岡大毅 | 8月18日   |
| 第12回   | 神のハンバーガーを探せ! - 密着メンバー：重岡大毅                         | 命知らずの新競技！フライボード - 密着メンバー：濵田崇裕                      | 小瀧望   | 9月15日   |
| 第13回   | 覚悟しろ関西の女子！重岡執念のリベンジで14歳スケボー世界王者に弟子入り！ | 日本の廃墟遺産で世界一SNS映えする奇跡の写真を撮れ！ ・密着メンバー：藤井流星 | 中間淳太 | 10月20日  |
| 第14回   | 世界一＆最先端のパフォーマーと中間がコラボライブ                         | 関西一の激戦区・京都で濵田が神のラーメンを探す！                             | 桐山照史 | 11月24 日 |
| 第15回   | 大阪の天才店が選ぶ1位！神の鍋料理を探す ・小瀧望                         | 関西天才占い師たちが診断！2018年最恐の運勢ランキング ・全員参加              | 重岡大毅 | 12月14日  |

| 2018年度 | 2018年度 | 2018年度 |
| 放送回   | 企画 | 放送日   |
| -------- | --- | -------- |
| 第16回   | MC 桐山照史 - 天才やカリスマたちが実践するズルくね⁉︎といいたくなる羨ましい心理テクや生き様を学んじゃう！                                           | 1月19日  |
| 第17回   | MC 中間淳太 - ズル過ぎる新競技に神山が挑む - ズルメン＆ズルージョ探しIN京大 - 世界最高峰の動画をプレゼン（藤井・濵田・桐山・小瀧）                | 2月16日  |
| 第18回   | MC 桐山照史 - 告白も謝罪も100%成功する人生を激変させるメール術 - ズルメン＆ズルージョ探しIN京大Part2 - 枚方VS尼崎,我が町が生んだ世界最高峰の天才  | 3月16日  |
| 第19回   | MC 小瀧望 - 偉人の不思議な習慣を真似して能力アップ - ズルメン＆ズルージョ探しIN京大Part3 - 藤井流星が㊙︎足技の世界王者と銀河系一の映像撮影に挑む！ | 4月20日  |
| 第20回   | MC 重岡大毅 - あなたの未来は天国⁉︎地獄⁉︎実録！人生の末路講座 - ルックス最高！ズルすぎ成功者を探せ！                                                 | 5月18日  |
| 第21回   | MC 中間淳太 - 動物園の"裏"マニュアルを公開 （天王寺動物園にて全員ロケ）                                                                           | 6月15日  |
| 第22回   | - 女装家の危険すぎる授業（MC小瀧望） - 濵田がエアロビ界の羽生結弦とプロ級演目に本気で挑戦                                                         | 7月27日  |
| 第23回   | MC 神山智洋 - 重岡が最先端サーフィンで奇跡のライド - 濵田が人生の機微を感じるこの夏最強の花火写真に被写体として挑む （酷暑（38℃）の中、野外ロケ） | 8月17日  |
| 第24回   | MC 桐山照史 - ちょっぴり怖くて刺激的なノンフィクションの世界SP                                                                                    | 9月21日  |
| 第25回   | - 世界最高峰の天才が驚く！才能大放出SP | 10月19日 |

## ネット局と放送時間
| 放送対象地域 | 放送局          | 系列    | 放送日時                |
| ------------ | --------------- | ------- | ----------------------- |
| 近畿広域圏   | 毎日放送（MBS） | TBS系列 | 毎月第3金曜 0:20 - 1:20 |